# Vågan
Vågan es un municipio de la provincia de Nordland en la región de Nord-Norge, Noruega. A 1 de enero de 2018 tenía una población estimada de 9611 habitantes.
Se encuentra ubicado en la costa noroccidental de la península escandinava, cerca del fiordo Ofotfjord.

Vågan
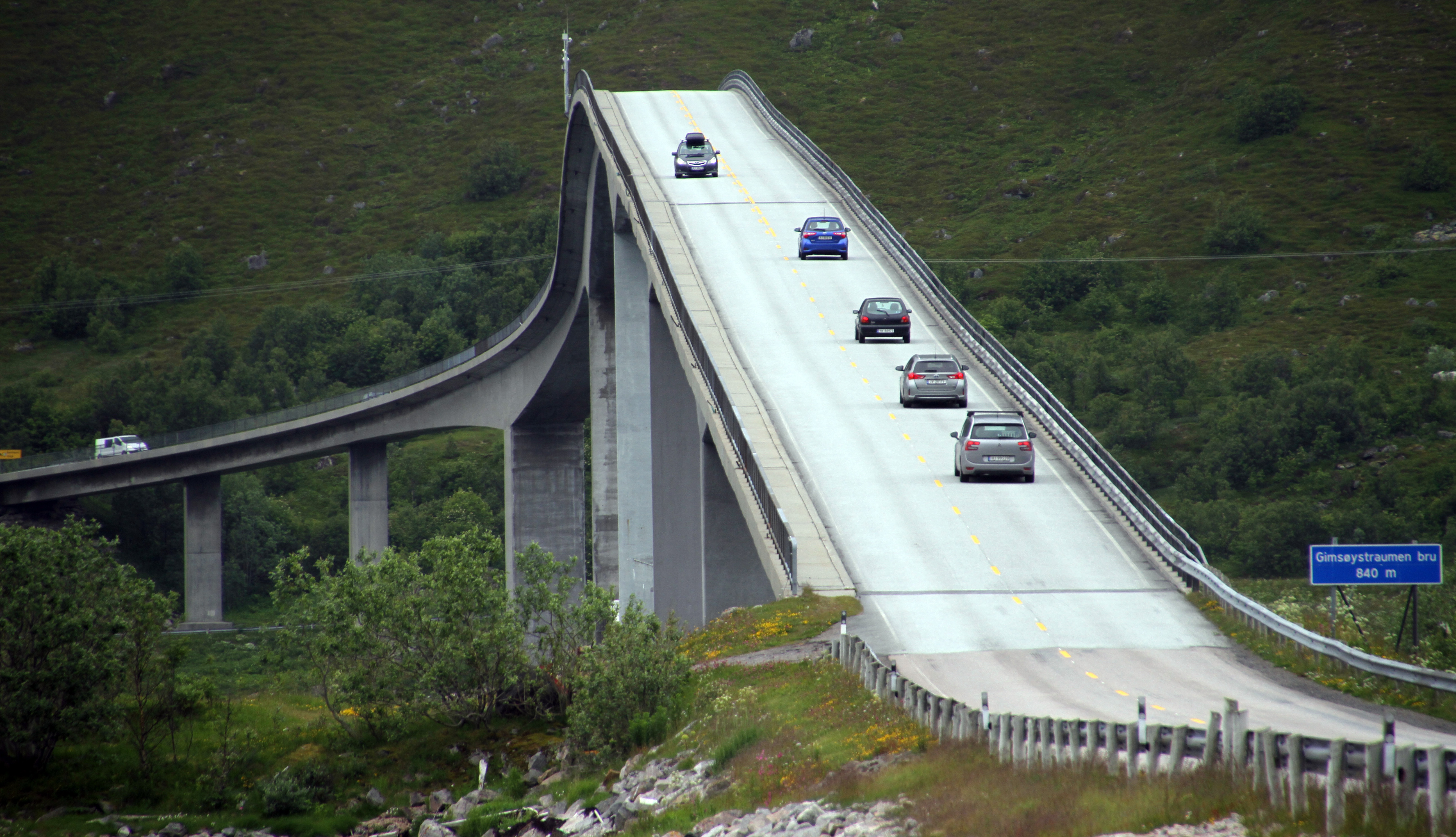
Gimsøystraumen
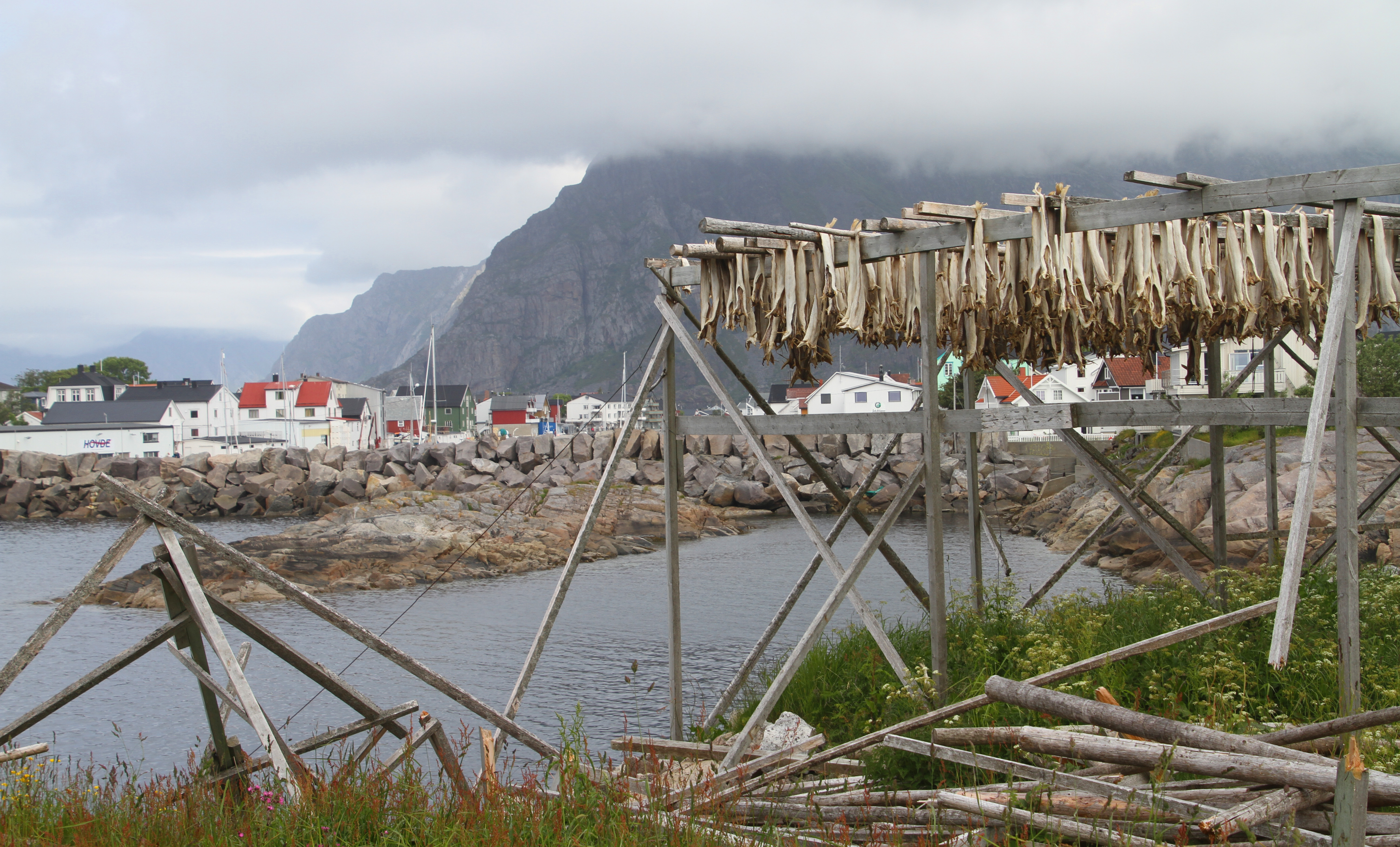
Henningsvær
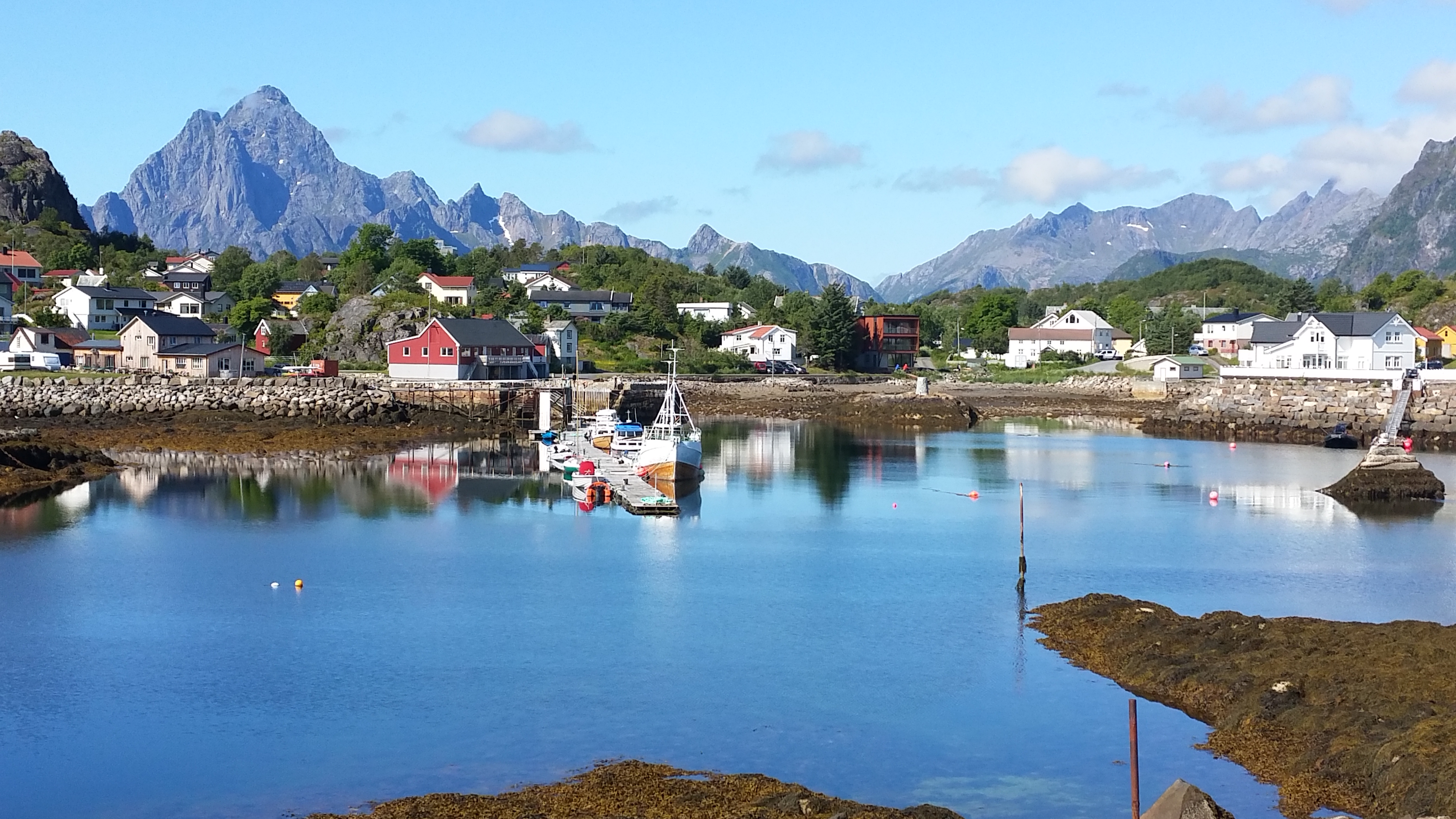
Kabelvåg
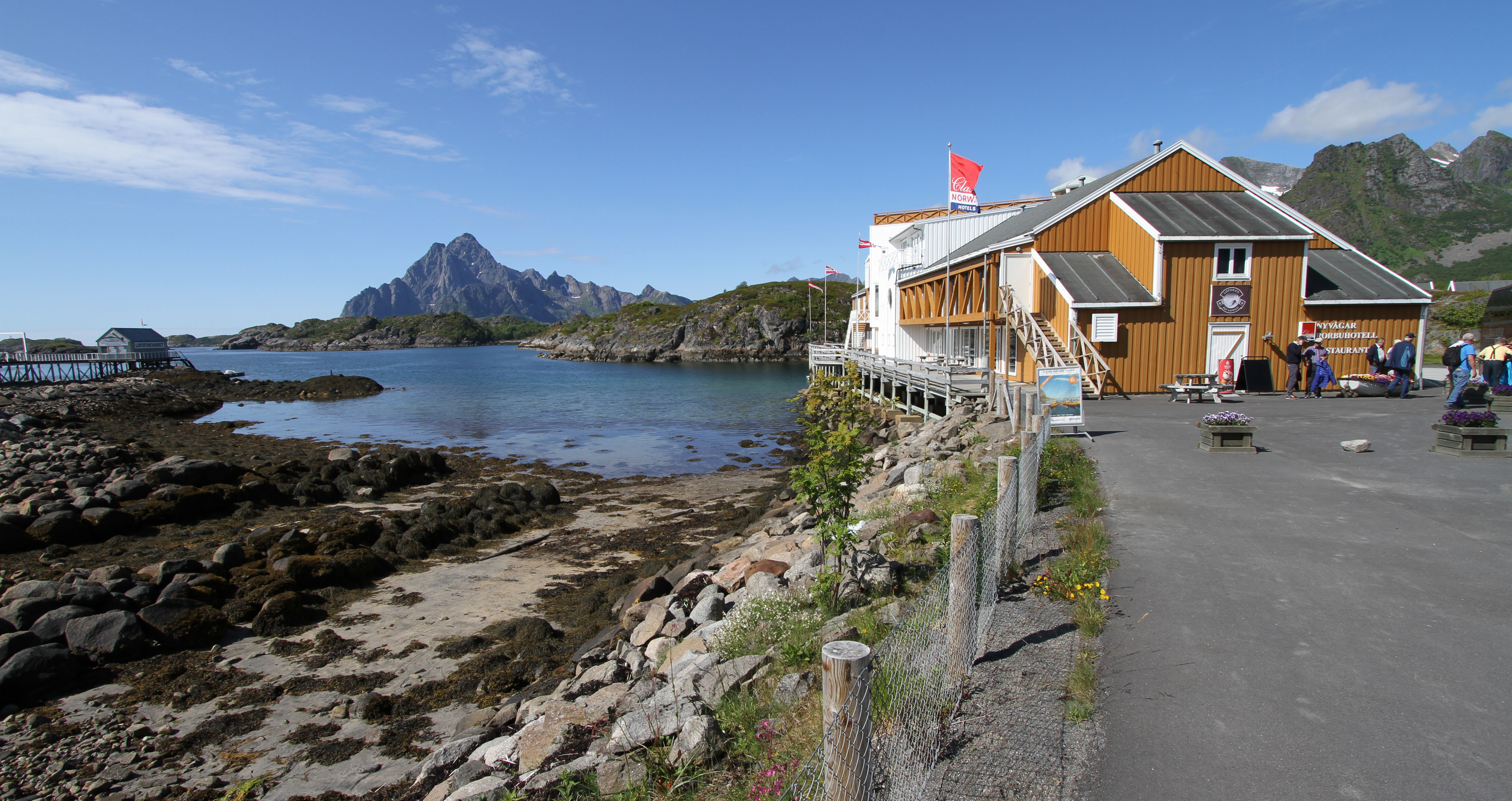
Kabelvåg Lofotmuseet
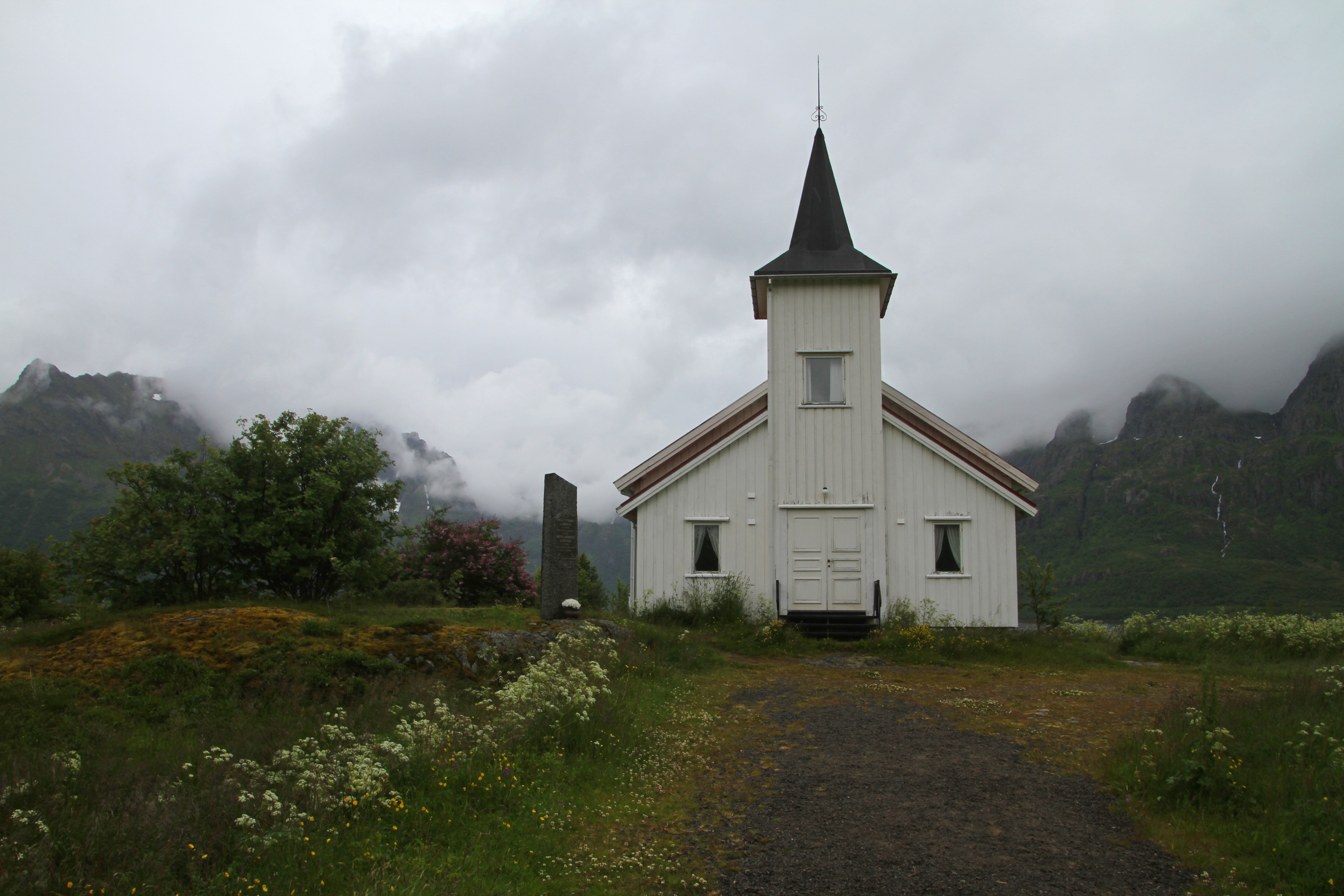
Sildpollnes
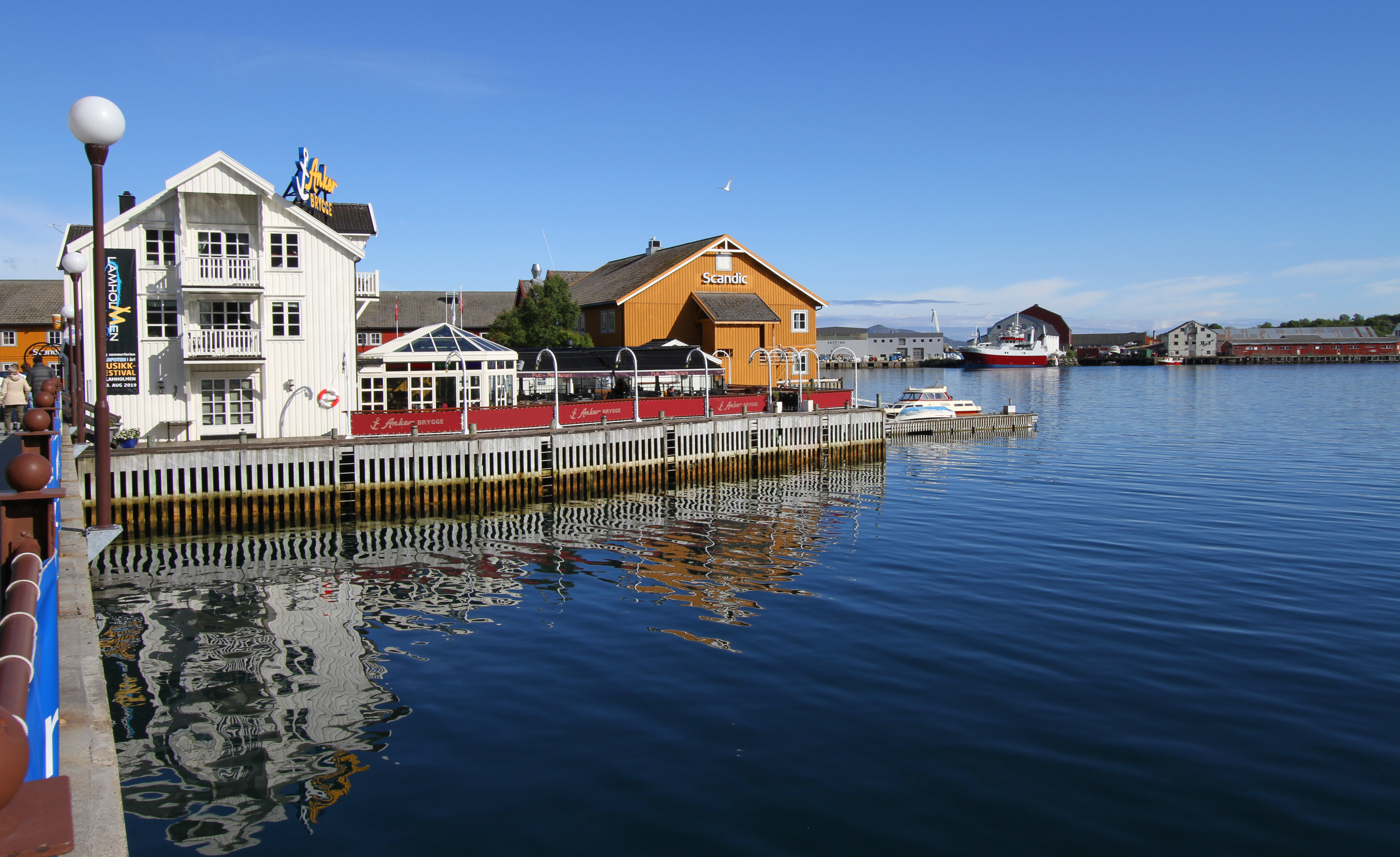
Svolvær
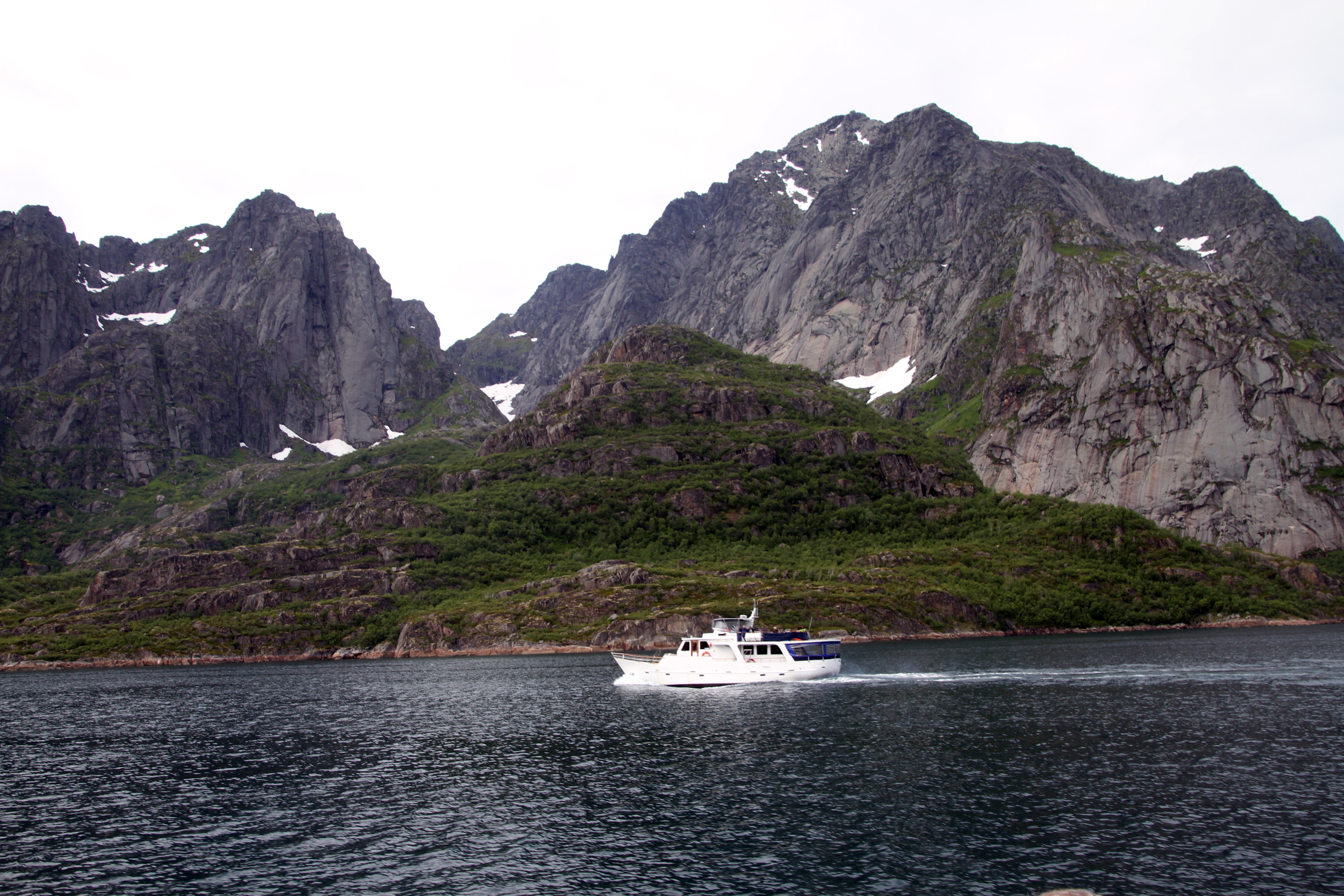
Raftsund
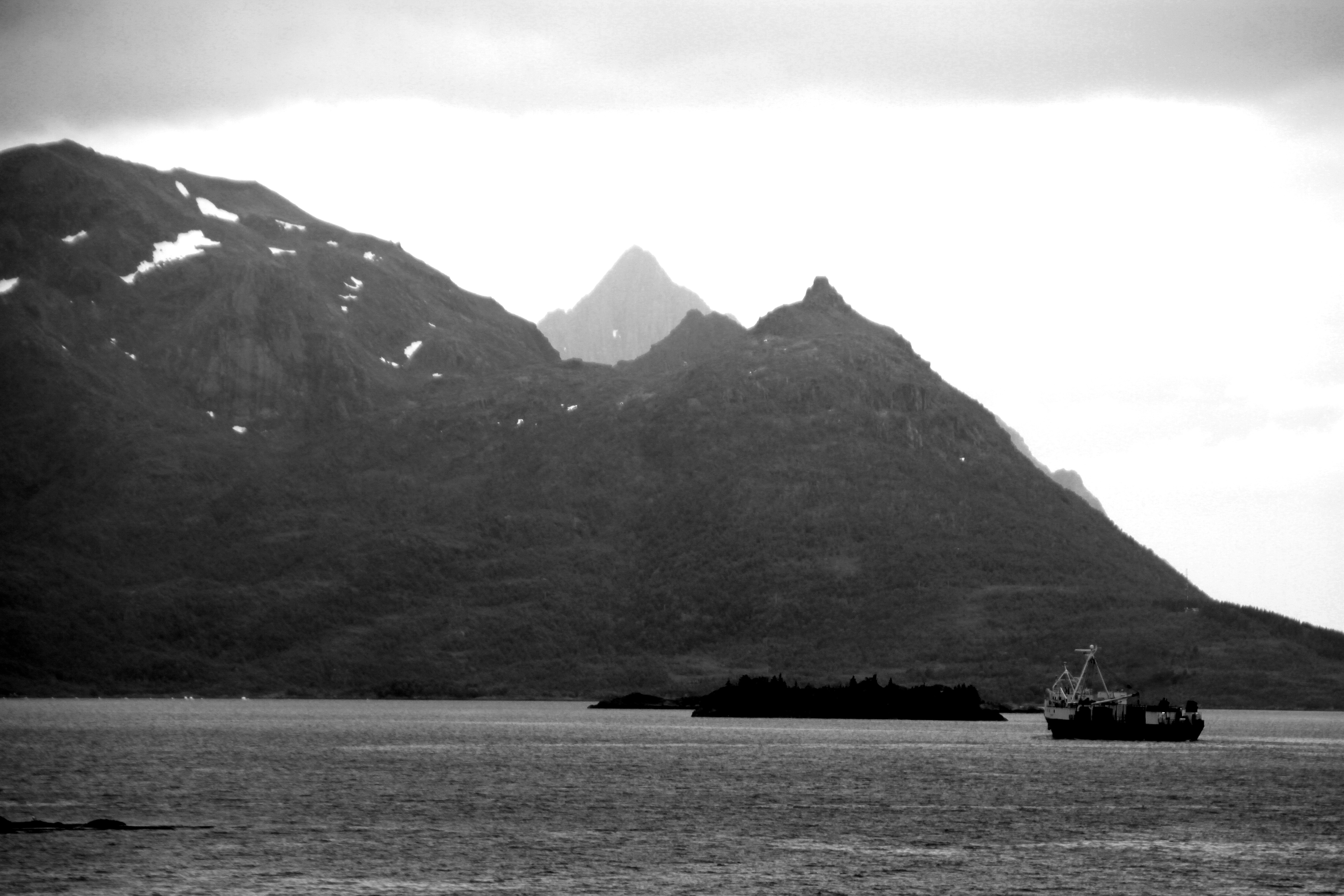
Digermulen